# Sven Enerbäck
Sven Enerbäck, född 1958, är en svensk medicinsk forskare.
Enerbäck disputerade 1992 vid Göteborgs universitet, och är professor i medicinsk genetik vid institutionen för biomedicin vid Göteborgs universitet. Hans forskningsområde är studiet av fettceller på molekylär nivå, och fettcellers roll i såväl normalt tillstånd som sjukdom.
Enerbäck invaldes 2007 som ledamot av Kungliga Vetenskapsakademien och blev 2009 ledamot av Kungliga Vetenskaps- och Vitterhetssamhället i Göteborg.